# Zjizn i neobytjajnyje prikljutjenija soldata Ivana Tjonkina
Zjizn i neobytjajnyje prikljutjenija soldata Ivana Tjonkina (russisk: Жизнь и необыча́йные приключе́ния солда́та Ива́на Чо́нкина) er en spillefilm fra 1994 af Jiří Menzel.

## Medvirkende
- Gennadij Nazarov – Ivan Tjonkin
- Zoja Burjak – Njura
- Vladimir Ilin – Golubev
- Aleksej Zjarkov – Gladisjev
- Valerij Zolotukhin – Kilin